# 小阪彰久
小阪 彰久（こさか あきひさ、1992年〈平成4年〉2月22日 - ）は、日本のプロバスケットボール選手。大阪府吹田市出身。ポジションはパワーフォワード。B.LEAGUE・福井ブローウィンズ所属。

## 経歴
大阪府吹田市出身。大阪学院大学高等学校から大阪学院大学に進み、2015年にアイシン・エィ・ダブリュ アレイオンズ安城に加入。
2017年オフ、島根スサノオマジックに移籍。
2019年オフ、大阪エヴェッサに移籍。
2020年オフ、島根に復帰。
2022年オフ、香川ファイブアローズに移籍。
2023年オフ、福井ブローウィンズに移籍。